# Lista över Centralafrikanska republikens premiärministrar
Detta är en lista över Centralafrikanska republikens regeringschefer.
| Namn                      | Ämbetsperiod                      | Kommentar                                               |
| ------------------------- | --------------------------------- | ------------------------------------------------------- |
| Abel Goumba               | 14 maj 1957–8 december 1958       |                                                         |
| Barthélemy Boganda        | 8 december 1958–29 mars 1959      |                                                         |
| Abel Goumba               | 2 april–30 april 1959             |                                                         |
| David Dacko               | 30 april 1959–12 november 1960    |                                                         |
| Elisabeth Domitien        | 2 januari 1975–7 april 1976       |                                                         |
| Ange-Félix Patassé        | 4 september 1976–14 juli 1978     | Centralafrikanska kejsardömet.                          |
| Henri Maïdou              | 14 juli 1978–26 september 1979    | Centralafrikanska kejsardömet till och med 20 september |
| Bernard Ayandho           | 26 september 1979–22 augusti 1980 |                                                         |
| Jean-Pierre Lebouder      | 12 november 1980–4 april 1981     |                                                         |
| Simon Narcisse Bozanga    | 4 april–1 september 1981          |                                                         |
| Edouard Frank             | 15 mars 1981–4 december 1992      |                                                         |
| Timothée Malendoma        | 4 december 1992–26 februari 1993  |                                                         |
| Enoch Dérant Lakoué       | 16 februari 1993–25 oktober 1993  |                                                         |
| Jean-Luc Mandaba          | 25 oktober 1993–12 april 1995     |                                                         |
| Gabriel Koyambounou       | 12 april 1995–6 juni 1996         |                                                         |
| Jean-Paul Ngoupandé       | 6 juni 1996–30 januari 1997       |                                                         |
| Michel Gbezera-Bria       | 30 januari 1997–1 februari 1999   |                                                         |
| Anicet Georges Dologuélé  | 1 februari 1999–1 april 2001      |                                                         |
| Martin Ziguélé            | 1 april 2001–15 mars 2003         |                                                         |
| Abel Goumba               | 23 mars 2003–12 december 2003     |                                                         |
| Célestin Gaombalet        | 12 december 2003–13 juni 2005     |                                                         |
| Élie Doté                 | 13 juni 2005–18 januari 2008      |                                                         |
| Faustin-Archange Touadéra | 22 januari 2008 – 17 januari 2013 |                                                         |
| Nicolas Tiangaye          | 17 januari 2013 – 10 januari 2014 |                                                         |
| André Nzapayeké           | 25 januari 2014 – 10 augusti 2014 | Tillförordnad premiärminister                           |
| Mahamat Kamoun            | 10 augusti 2014 – 2 april 2016    | Interims-premiärminister                                |
| Simplice Sarandji         | 2 april 2016 – 27 februari 2019   |                                                         |
| Firmin Ngrébada           | 27 februari 2019 – 15 juni 2021   |                                                         |
| Henri-Marie Dondra        | 15 juni 2021 – 7 februari 2022    |                                                         |
| Félix Moloua              | 7 februari 2022 –                 |                                                         |